# エインズレイ
エインズレイ（Aynsley）は、イギリスの陶磁器メーカー。
1775年、ジョン・エインズレイによって創業された。彼は当時、別業種の経営者だったが、西洋の白磁ブームに便乗してのことであった。その読みは当たり、後の2代目の時代にティーセットに着目して成功し、3代目の時代に、スポードのファイン・ボーンチャイナの成功を聞き付け、その技術をすぐ取り入れ、エインズレイの人気を不動のものにした。特に、透かし模様と金彩を施す豪華な作りで、王室にも愛され続けている。
なお、英国王室では現在でも祝事の際、まずエインズレイに発注が下る。
ダイアナ元王妃の成婚時にもエインズレイの陶花が選ばれている。

## 代表作
- 「オーチャードゴールド」
- 「ペンブロックバード」
- 「エリザベスローズ」
- 「コテージガーデン」
- 「イングリッシュローズ」